# Cylindromyia brassicaria
Cylindromyia brassicaria är en tvåvingeart som först beskrevs av Fabricius 1775.  Cylindromyia brassicaria ingår i släktet Cylindromyia och familjen parasitflugor. Arten är reproducerande i Sverige. Inga underarter finns listade i Catalogue of Life.

## Bildgalleri

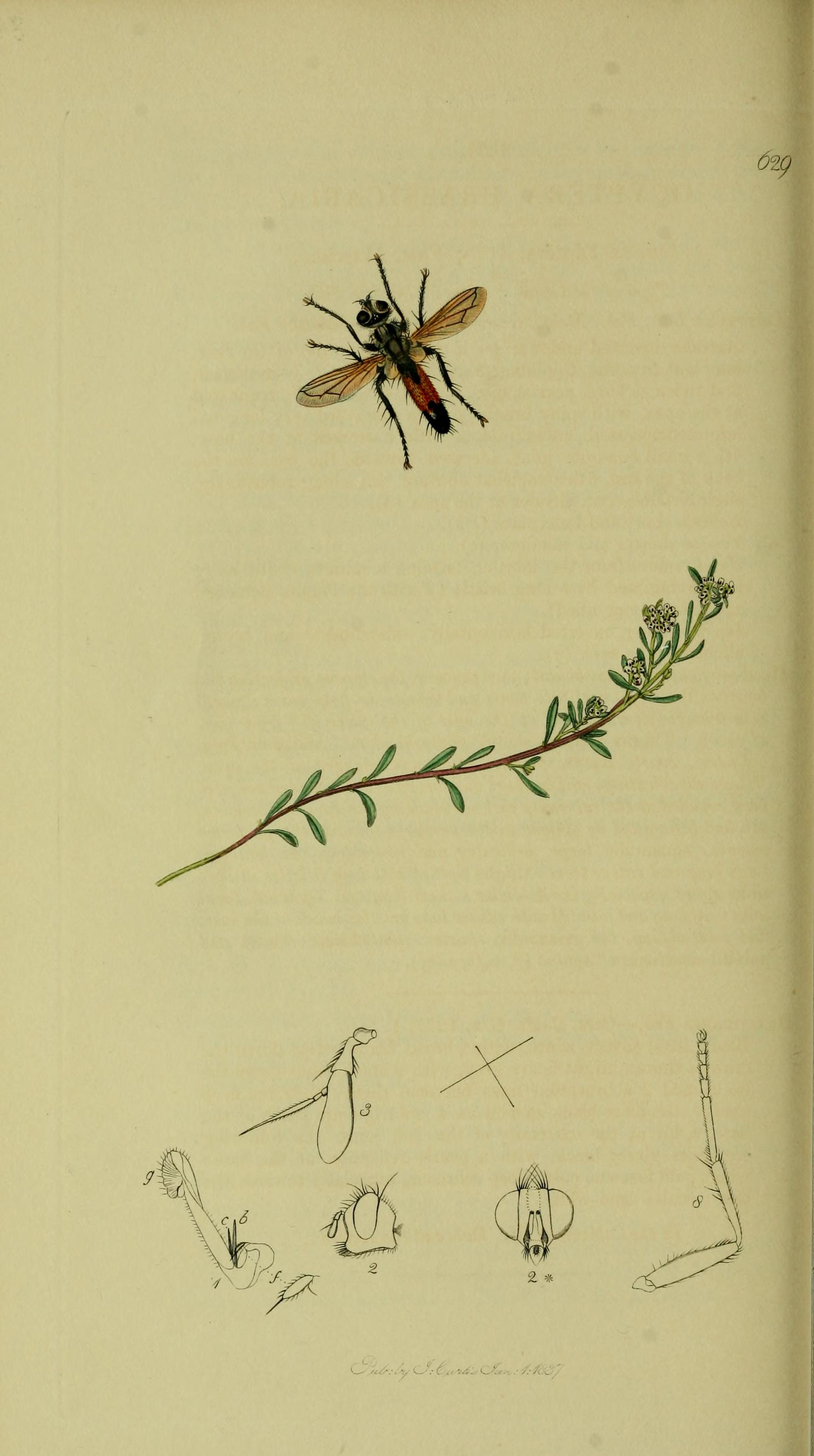
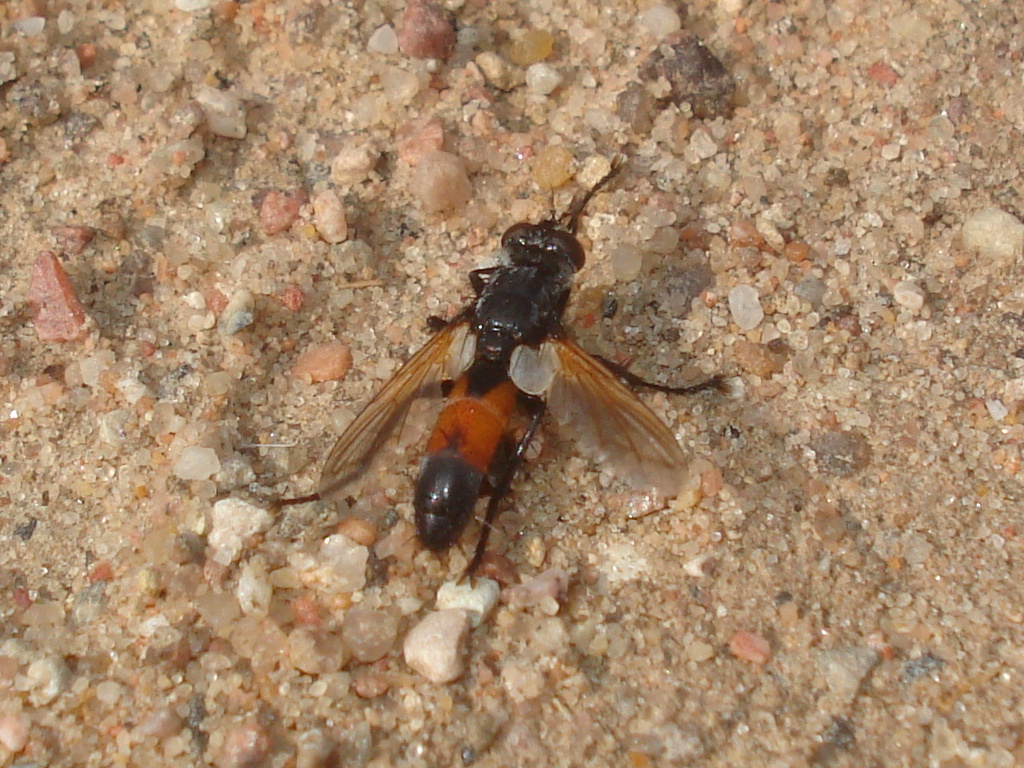